# 贾斯汀·邓特蒙
贾斯汀·邓特蒙（英語：Justin Dentmon，1985年9月5日—），美国NBA联盟职业篮球运动员。现效力于中国男子篮球职业联赛的山东高速金星篮球俱乐部。